# AMC (canal de televisió)
AMC és un canal de televisió per cable dels Estats Units propietat d'AMC Networks. La programació beu principalment de pel·lícules i uns pocs títols de producció pròpia. El canal s'anomenava inicialment "American Movie Classics", però a partir del 2002 el nom es va reduir a les sigles. El juliol del 2015, AMC es rebia en unes 94.832.000 llars als EUA subscrites a la televisió de pagament (el 81,5% de les llars amb un televisor com a mínim).
Les pel·lícules són el pal de paller de la graella d'AMC. Té llicències de Warner Bros., Metro-Goldwyn-Mayer (inclosos films de United Artists i continguts de The Samuel Goldwyn Company, Orion Pictures i Cannon Group), Universal Studios, Paramount Pictures, Walt Disney Studios Motion Pictures (principalment contingut de Touchstone Pictures i 20th Century Studios) i de Sony Pictures Entertainment (incloses les firmes Columbia Pictures, TriStar Pictures, Sony Pictures Classics, Screen Gems i Triumph Films).
Pel que fa a les sèries de televisió, la primera producció pròpia va ser el concurs The Movie Masters, emès entre el 1989 i el 1990. AMC ha guanyat popularitat amb l'emissió de Mad Men el 2007, seguida per Breaking Bad el 2008. També emet produccions alienes com CSI: Miami i The Rifleman.

## Sèrie original
| Any          | Títol                          |
| ------------ | ------------------------------ |
| 1996–1998    | Remember WENN                  |
| 1999–2001    | The Lot                        |
| 2006         | Broken Trail                   |
| 2007–2015    | Mad Men                        |
| 2008–2013    | Breaking Bad                   |
| 2009         | The Prisoner                   |
| 2010         | Rubicon                        |
| 2010–2022    | The Walking Dead               |
| 2011–2013    | The Killing                    |
| 2011–2016    | Hell on Wheels                 |
| 2013         | Low Winter Sun                 |
| 2014–2017    | Turn: Washington's Spies       |
| 2014–2017    | Halt and Catch Fire            |
| 2015–2022    | Better Call Saul               |
| 2015–2023    | Fear the Walking Dead          |
| 2015–2019    | Into the Badlands              |
| 2016–2019    | Preacher                       |
| 2016         | Feed the Beast                 |
| 2017–2019    | The Son                        |
| 2020–2021    | The Walking Dead: World Beyond |
| 2022–present | Dark Winds                     |
| 2022         | Tales of the Walking Dead      |
| 2022–present | That Dirty Black Bag           |
| 2023–present | The Walking Dead: Dead City    |
| 2023–present | The Walking Dead: Daryl Dixon  |